# Lysipomia caespitosa
Lysipomia caespitosa är en klockväxtart som beskrevs av Tina J. Ayers. Lysipomia caespitosa ingår i släktet Lysipomia och familjen klockväxter. IUCN kategoriserar arten globalt som sårbar.
Artens utbredningsområde är Ecuador. Inga underarter finns listade i Catalogue of Life.